# Frente para la Liberación del Golán
El Frente para la Liberación del Golán es una organización guerrillera formada por el gobierno sirio en julio de 2006, poco después de la Guerra del Líbano de 2006, vista por Damasco como una victoria de Hezbolá sobre Israel. Su objetivo es recuperar los Altos del Golán bajo ocupación israelí.
La fuerza está entrenada por Hezbolá, que a su vez fue entrenado por Irán.  Está formado por cientos de voluntarios sirios y refugiados palestinos que viven en la gobernación de Damasco.